# 藤原房前
藤原 房前（ふじわら の ふささき、天武天皇10年（681年） - 天平9年（737年））は、飛鳥時代から奈良時代前期にかけての貴族。藤原不比等を父とする藤原四兄弟の次男で藤原北家の祖。官位は正三位・参議。贈正一位・太政大臣。

## 経歴

### 文武朝から元明朝
政治的力量は不比等の息子たちの間では随一であり、文武朝の大宝3年（703年）には20代前半にして、律令施行後初めて巡察使となり、東海道の行政監察を行った。慶雲2年（705年）正六位下から2階昇進し、1歳年上の兄・武智麻呂と同時に従五位下に叙爵する。
元明朝に入ると、和銅2年（709年）9月に東海・東山両道の巡察使に任ぜられ、再び地方の巡察任務を担当する。この巡察には関剗（関所）の検察が含まれていたが、同年3月にはしばしば反乱を起こしていた陸奥・越後両国の蝦夷に対して、東海・東山両道等から兵士を徴発して征討をおこなっており、この巡察も蝦夷征討に関わる派遣であったらしい。こういった特殊な巡察任務を任されていたことから、すでにこの頃には政界に一定の存在感を示していたと見られる。和銅4年（711年）再び武智麻呂と同時に昇進し、従五位上となる。その後は武智麻呂が先んじて昇進し、和銅8年（715年）正月に二人が同時に昇進した際には、武智麻呂が従四位上、房前は従四位下に叙せられている。位階もさることながら、房前は文武天皇大葬の山陵司や東海道/東山道巡察使といった臨時職にしか就いていないのに対して、兄の武智麻呂は大学助/頭・図書頭兼侍従・式部大輔と主に京官を歴任しており、少なくとも房前の参議任官までは明確に武智麻呂が嫡子として扱われていた様子が窺われる。

### 参議昇進
しかし、元明朝末期から元正朝初期にかけての高官たち（穂積親王・大伴安麻呂・石上麻呂・巨勢麻呂）の薨去を受けて、霊亀3年（717年）に31歳の房前は和銅2年（709年）以来8年にわたり欠官となっていた参議に任ぜられ、武智麻呂に先んじて議政官に加えられる。右大臣・藤原不比等に次いで藤原氏として同時に二人が議政官に並ぶことになり、これは参議以上の議政官は各有力氏族から1名ずつという当時の慣習を破っての昇進でもあった。このため、この参議任官は右大臣であった父・不比等が、長兄ながら温良凡庸な武智麻呂ではなく、政治的力量に勝る房前を実質的な政治的後継者として明確化するためのものだったとする説が通説とされていた。その後、この説に対して以下の反論が立てられている。
- 不比等が将来に向けた家門の発展を期し、自身の生存中に子息を議政官に加えようとしたが、武智麻呂を位階（従四位上）にふさわしい中納言に加えると、藤原氏が複数の正官の議政官を出すこととなり他氏族との軋轢が懸念された。そのため、房前を位階（従四位下）にふさわしく参議（正官の議政官ではない）に任じた[6]。
- 位階の昇進や官職の補任から武智麻呂が嫡子であることは明確にされており、房前の参議任官は政治的能力が理由ではなく、継母かつ義母であった県犬養三千代の働きかけによるものである[7]。
- 不比等には自分の死後に嫡子である武智麻呂はおのずと議政官に列するとの考えがあった。しかし、一家一人の不文律から自分の死後に房前を議政官に加えることは困難と見て、房前を藤原北家として嫡流の藤原南家から独立させたり、一族の中臣意美麻呂を中納言に登用するなどの事前工作をおこなった上で、非正官の議政官である参議に加えた[8]。

こうして武智麻呂をさしおいて参議となったが、房前は庶子という立場を十分にわきまえ、武智麻呂を刺激・挑発するような行動は取らなかった。
養老4年（720年）8月に太政官の首班であった父の不比等が没すると、元明上皇・元正天皇は皇親体制の復活・強化を意図して、房前を重視する姿勢を明確にするようになる。翌養老5年（721年）正月に武智麻呂・房前兄弟は揃って従三位に昇進し二人の位階の差がなくなるが、房前は従四位上から三階の昇進によるものであった。ただし、この時武智麻呂は参議を経ずに中納言に任官しており、太政官の席次では武智麻呂が上位となる。しかし、同年10月には元明上皇が死の床で、右大臣・長屋王と共に一介の参議であった房前を召し入れて後事を託し、さらに房前を祖父・鎌足以来の内臣（）に任じて、元正天皇の補佐および皇太子・首皇子の後見役を託した。元明上皇が自らの死後における政権の安定と皇太子・首皇子への確実な皇嗣継承を図るため、長屋王との協調相手として官位面で上位にあった長兄の武智麻呂でなく敢えて房前を選んだ理由として、以下が唱えられている。
- 聖武天皇（首皇子）の下に長屋王を中心に藤原四兄弟が協力・支援するという、かつて不比等が描いて元明上皇・元正天皇とも合意していた政治体制構想を受け継ぐ房前と、あくまで藤原氏の独自政権を目指す武智麻呂の路線の違いがあった[12]。元明上皇・元正天皇側としても、皇太子・首皇子が母も妻も藤原氏出身で藤原氏とがんじがらめの身内関係にある中で、東宮傅であった武智麻呂の専横を不安視し、房前を内臣に任じる事によって皇親側へ引き込み、武智麻呂と対抗させようとした[13][14]。
- 房前は詩歌の才能があり、長屋王主催の詩宴に招かれるなど、詩文を通じて長屋王と親密な関係だった[15]。
- 不比等亡きあとの藤原氏を娘婿の房前に託そうとした県犬養三千代が元明上皇へ房前を推挙した。

ただし、房前自身が内臣の地位を求めたわけではなく、政治的野心もなかったことから、武智麻呂との関係は破滅までには至らなかった。

### 長屋王の変
神亀元年（724年）首親王の即位（聖武天皇）にともない、武智麻呂と同時に正三位に昇叙される。天平元年（729年）長屋王の変が発生し、皇親勢力の巨頭であった左大臣・長屋王が自殺させられ、藤原四子政権が確立する。長屋王の変の首謀者については、
1. 藤原四兄弟が協力して主導した[16][17]。
2. 武智麻呂が主導し房前以下の兄弟3人が役割を分担した[18][17]。
3. 武智麻呂が主導し宇合・麻呂兄弟が協力して房前は埒外に置かれていた[13][12]。

の諸説がある。房前が変に参画していなかったとする立場からは、その理由として以下の主張が提出されている。
- 妻・牟漏女王と義母・県犬養三千代との関係から、房前は長屋王排斥を図る武智麻呂と距離を置いた[19]。
- 内臣への就任や長屋王との政権運営の協力を通じて、房前は長屋王と互いに認め合う関係になっていたと想定される[20]。武智麻呂ら他の四兄弟の決意を知っていたが、これまでの長屋王との交流から房前は積極的な行動が取れなかった[21]。
- 内臣として皇親側に立っていた房前は、武智麻呂 - 多治比縣守 - 宇合のラインから除外されており[22][17]、武智麻呂が房前を意図的に参画させなかった[13]。

いずれにしても、房前は六衛府の筆頭格であった中衛府を大将として管轄する立場にあり、長屋王を糾問するにあたって藤原宇合らが率いる六衛府の兵士が実際に出動したにもかかわらず、この政変での房前自身の活動記録が『続日本紀』その他の史料に一切見えない。さらには、変後に武智麻呂は大納言に昇進、麻呂は従三位に昇叙される一方で、房前はまったく昇進にあずかっていない。いずれにしても、長屋王の変の結果、武智麻呂が不比等の後継者となることが明確になった。

### 藤原四子政権
同年9月に房前は中務卿を兼ねるが、これは長屋王に代わって太政官を領導することになった武智麻呂が房前の政治力を抑制するために、内臣から遷任させたものとする見方がある。さすがに元正上皇や県犬養三千代が健在の状況で内臣の解任まではできず、令制で職掌が類似している中務卿に任じた、というものである。ただし、内臣は元正天皇が首皇子（聖武天皇）に譲位した時点で任を解かれたとする意見もある。天平2年（730年）8月に弟の宇合・麻呂が参議に昇進して議政官に加わり藤原四子政権が確立するが、藤原氏における房前の地位は相対的に低下した。なお、武智麻呂は太政官の首班となり天平6年（734年）には従二位・右大臣に至るが、房前は他氏族とのバランスもあり、官位は弟たちと同様に正三位・参議に留まる。
天平9年（737年）4月17日に他の兄弟に先んじて天然痘に倒れた。享年57。最終官位は参議民部卿正三位。大臣の形式で葬儀をおこなうこととされたが、房前の家族は固辞したという。他の兄弟が7月半ばから8月初旬の短期間に天然痘で没したのに比べ、房前の死亡時期がやや離れている事から、房前は他の兄弟と比較的接触が少なかったとみる説もある。なお、四兄弟が全て没し知太政官事・鈴鹿王と大納言・橘諸兄以下の新しい太政官体制が発足したのち、10月になってから房前は正一位・左大臣を追贈され、家族に20年の制限ながら食封2,000石が与えられている。これにより、房前は没後ながら武智麻呂に官位で並ぶが（宇合・麻呂は追贈されていない）、これは聖武天皇や元正上皇の意向による房前の復権が図られたものと想定される。
房前の子孫である藤原北家は、藤原四兄弟の子孫藤原四家の中でもっとも繁栄した。

## 人物
『懐風藻』に漢詩（五言詩）3首を収める。『万葉集』には藤原北卿として見え、大伴旅人への答歌等が見られる。

## 官歴
注記のないものは『六国史』による。
- 時期不詳：正六位下
- 大宝3年（703年） 正月2日：東海道巡察使
- 慶雲2年（705年） 12月27日：従五位下（越階）
- 和銅2年（709年） 9月26日：東海道東山道巡察使
- 和銅4年（711年） 4月7日：従五位上
- 和銅8年（715年） 正月10日：従四位下（越階）
- 霊亀3年（717年） 10月21日：参議
- 養老3年（719年） 正月13日：従四位上
- 養老5年（721年） 正月5日：従三位（越階）。10月24日：内臣
- 養老6年（722年） 2月23日：見兼授刀頭[30]
- 神亀元年（724年） 2月4日：正三位
- 神亀3年（726年） 日付不詳：授刀長官、兼近江若狭按察使[31]
- 神亀5年（728年） 7月21日：兼中衛大将[32]
- 天平元年（729年） 9月28日：兼中務卿
- 時期不詳：兼民部卿
- 天平4年（732年） 8月17日：東海道東山道節度使
- 天平9年（737年） 4月17日：薨去（参議民部卿正三位）。10月7日：贈正一位左大臣
- 天平宝字4年（760年） 8月7日：贈太政大臣

## 系譜
『尊卑分脈』による。
- 父：藤原不比等
- 母：蘇我娼子 - 蘇我連子の娘
- 正室：牟漏女王（美努王の娘）
  - 二男：藤原永手（714年 - 771年）
  - 三男：藤原真楯（八束）（715年 - 766年） - 子孫は五摂家など
  - 六男：藤原御楯（千尋）（? - 764年）
  - 女子：北殿（? - 760年） - 聖武天皇夫人
- 妻：春日倉老の女
  - 長男：藤原鳥養
- 妻：片野朝臣の女
  - 四男：藤原清河（? - 779年）
  - 五男：藤原魚名（721年 - 783年） - 子孫は善勝寺流
- 妻：阿波采女
  - 七男：藤原楓麻呂（723年 - 776年）
- 生母不詳の子女
  - 女子：藤原豊成室
  - 女子：藤原宇比良古（袁比良）（? - 762年） - 藤原仲麻呂室、尚侍

『麻績氏系譜』では「中臣不比登」は「妻麻貫玉取ノ子ヲ養嗣」とし、それが房前公であったとしている。

## 能のなかの房前
房前は能楽『海人』の登場人物としても知られる。この能によると、房前大臣は亡き母を訪ねて讃岐国、志度の浦を訪れる。そこで聞かされたのは父不比等と母である海女の物語。
「13年前淡海公（不比等のこと）はある目的をもってこの地にきた。そこで一人の海女とであい、子を儲けた。淡海公は海女に この地にきた目的は、唐の高宗から下賜された宝物『面向不背の珠（めんこうふはいのたま）』を興福寺に届ける際、志度湾沖で嵐にあい紛失し、それを探しだすことだと語る。海女はその宝物を竜宮から取り戻せば、身分の低い自分のようなものが生んだ子でも正式な息子として認めてくれるかと問い、淡海公の確約を得て海に飛び込む。そして竜宮へ赴き、自分の乳の下をかき切って体内に珠を隠し海上へ辿り着く。珠は見事に淡海公の手に取り戻されたが、海女は傷がもとで亡くなってしまう。淡海公は約束通り房前を正式な息子として都に連れ帰った」という物語である。
この話を聞いた房前は母の菩提を弔い、法華経の功徳で母は成仏したという。